# Ăglen, Loveci
Ăglen (în bulgară Ъглен) este un sat în comuna Lukovit, regiunea Loveci,  Bulgaria. 

## Demografie
Componența etnică a satului Ăglen
     Bulgari (89,44%)
     Turci (1,38%)
     Romi (1%)
     Nicio identificare (8,16%)
La recensământul din 2011, populația satului Ăglen era de 796 locuitori. Din punct de vedere etnic, majoritatea locuitorilor (89,44%) erau bulgari, existând și minorități de turci (1,38%) și romi (1%). Pentru 8,16% din locuitori nu este cunoscută apartenența etnică.